# Auguste Cesbron
Pour les articles homonymes, voir Cesbron.
Auguste, Léon, Alexis Cesbron, né le 7 décembre 1887 à Vezins, mort le 13 juillet 1962, est un prélat français, évêque d'Annecy pendant 22 ans, de 1940 à 1962.

## Biographie
Originaire de Vezins, Auguste Cesbron est ordonné prêtre à 24 ans, le 29 juin 1910. Après trente ans de ministère presbytéral, il est nommé évêque d'Annecy le 30 septembre 1940. Consacré évêque le 30 novembre suivant, il est pendant 22 ans à la tête du diocèse, puis meurt en fonction le 13 juin 1962.

### Liens
- Ressource relative à la religion :   - Catholic Hierarchy
- Notices d'autorité :   - VIAF
  - IdRef